# Csanád Szegedi

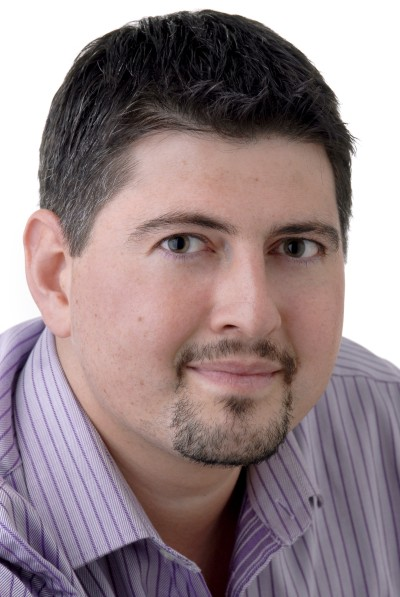
Csanád Szegedi (2009)

Csanád Szegedi (* 22. September 1982 in Miskolc) ist ein ehemaliger ungarischer Politiker, er war von 2009 bis 2014 Abgeordneter zum Europaparlament. Von 2003 bis 2012 war Szegedi Mitglied der rechtsextremen Partei Jobbik. Er trat aus der Partei aus, nachdem er mit seinen ihm zuvor unbekannten jüdischen Wurzeln konfrontiert worden war; bis zum Ende der Legislaturperiode war er parteiloser Abgeordneter.
Außerhalb Ungarns wurde er 2007 als Mitbegründer der ultranationalistischen paramilitärischen Ungarischen Garde bekannt und er galt, vor seinem Austritt, als einer der extremsten Hetzer gegen Juden und Roma in seiner Partei.

## Leben
Szegedi wurde in Miskolc geboren. Sein Vater Miklós ist Kunsthandwerker, seine Mutter Katalin Softwaretechnikerin.
Er studierte vier Jahre, ohne Abschluss, an der Universität Miskolc Rechtswissenschaften und anschließend in Budapest an der evangelischen Károli-Gáspár-Universität Geschichte.

## Politische Tätigkeit
Politisch geprägt wurde Szegedi vor allem durch seinen Vater und seinen Geschichtslehrer, beide Nationalisten und Anhänger eines Großungarns. Während seines Geschichtsstudiums schloss er sich rechten Studenten an.
Weil ihm der Nationalismus der Fidesz-Partei zu wenig radikal ausgeprägt erschien, beteiligte er sich 2003 an der Gründung der rechtsextremen Jobbik, trat 2005 dieser Partei bei und wurde bereits 2006 stellvertretender Vorsitzender. Bis zur Enthüllung seiner jüdischen Wurzeln war Szegedi für seine hetzerischen Reden gegen Juden und Roma bekannt.
2007 war er Gründungsmitglied der aus der Jobbik hervorgegangen ultranationalistischen Ungarischen Garde, einer paramilitärischen Organisation, deren schwarze Uniformen und gestreiften Flaggen an die während des Zweiten Weltkrieges regierende faschistische Pfeilkreuzlerpartei erinnern. Die Garde wurde 2009 gerichtlich verboten.
Als Szegedi 2009 ins Europäische Parlament gewählt wurde, schien seinen politischen Aufstieg nichts mehr zu stoppen.

### Konfrontierung mit jüdischen Wurzeln und Parteiaustritt
2010 wurde Szegedi von seinem Parteikollegen Zoltan Ambrus, einem verurteilten Waffenhändler, über die jüdischen Wurzeln seiner Mutter informiert. Ambrus zeichnete das Gespräch auf und wollte ihn damit später politisch erpressen. Szegedi reagierte überrascht und versuchte Ambrus' Schweigen mit EU-Geldern und der Aussicht auf eine Tätigkeit bei der Europäischen Union zu erkaufen.
Ende Juni 2012 trat Szegedi aus der Jobbik-Partei aus, sein Mandat als EU-Abgeordneter behielt er jedoch bei. Er entschuldigte sich beim Budapester Chabad-Rabbiner Slomó Köves für seine antisemitischen Äußerungen und ist mittlerweile Mitglied einer orthodoxen jüdischen Gemeinde.
Seine Großmutter ist eine der wenigen Überlebenden des Konzentrationslagers Auschwitz-Birkenau. Sie hatte seit 1956 aus Angst vor Repressalien ihr Judentum auch vor ihrer Familie verschwiegen.